# Massa frita
A massa frita é um alimento norte-americano associado a barracas de comida ao ar livre em carnavais, parques de diversões, feiras, rodeios e resorts à beira-mar (embora possa ser feito em casa). "Massa frita" é o nome específico para uma variedade específica de pão frito feito de uma massa de levedura; veja as imagens anexas para um exemplo de uso em letreiros de cabines de carnaval. A massa frita também é conhecida como massa frita, pão frito (bannock), pão frito, doughboys, orelhas de elefante, scones, frites de pizza, pires de fritura e buñuelos (no caso de pedaços menores). Esses alimentos são praticamente idênticos entre si e reconhecidamente diferentes de outros alimentos com massa frita, como rosquinhas, beterrabas ou bolinhos de chuva.
Na culinária canadense, pedaços de massa frita às vezes são chamados de caudas de castores. Segundo Bill Castleman, escritor de livros sobre as origens das palavras canadenses, o nome se referia à massa cozida rapidamente "especialmente nos lugares do início do século XIX, onde as pessoas podiam acampar por uma noite e onde não havia frigideira". Em 1978, Pam e Grant Hooker, de Ottawa, Ontário, fundaram a cadeia de restaurantes BeaverTails, especializada na venda de doces de massa frita, esticados à mão na forma da cauda de um castor.
Na Terra Nova, uma província do leste do Canadá, a massa frita é chamada de "touton". Um touton/ˈtaʊtən é produzido fritando a massa de pão em uma panela com manteiga ou sobras de "torresmos" (carne de porco frita em conserva) e servida com melaço escuro, xarope de bordo ou xarope de milho. Tradicionalmente, é feita a partir de sobras de massa de pão e frita em panela, em vez de frita.
Uma variante italiana menor comum na América do Norte é o zeppole.
Alimentos similares são encontrados na Europa, também tipicamente em stands ao ar livre em feiras. Por exemplo, na Croácia, a massa frita é conhecida como languši, na Hungria como lángos, na Áustria como kiachl, na Alemanha como Knieküchle enquanto o bolinho de chuva é comido na Holanda .
Um tipo de bola de massa macia e frita frequentemente revestida de açúcar pode ser encontrada em alguns restaurantes chineses em Nova York. Essas bolas de massa são referidas por qualquer um de vários nomes, incluindo, mas não necessariamente limitados a, "biscoitos de açúcar", "donuts chineses" ou o "pão frito" mais simples.
Os países turcos da Ásia Central também têm um alimento semelhante chamado Boortsog ou Pişi.

## Preparação
A massa frita é feita a partir da fritura de uma porção de massa de levedura aumentada. A massa adquire uma aparência irregular e borbulhante ao ser frita.
A massa pode ser polvilhada com uma variedade de coberturas, como açúcar granulado, açúcar em pó, canela, molho de frutas, molho de chocolate, queijo, xarope de bordo, chantilly, molho de tomate, manteiga de alho, suco de limão, mel, manteiga, nozes ou uma combinação destes.